# Selbstwählferndienst
Selbstwählferndienst (SWFD) war eine Bezeichnung der Deutschen Bundespost für das selbständige Herstellen von Telefonverbindungen durch den Anrufer zu Zielen außerhalb des eigenen Ortsnetzes. Der Begriff ist seit der Digitalisierung des Telefonnetzes, also mit Einführung des ISDN, nicht mehr üblich.
In Österreich und der DDR lautete die Bezeichnung Selbstwählfernverkehr.

## Geschichte
Die ersten Fernsprechvermittlungstellen waren reine Handvermittlungen. Bei der Herstellung eines Gespräches musste ein „Fräulein vom Amt“ mitwirken. Das immer weiter steigende Gesprächsaufkommen erforderte eine Teilautomatisierung des Vermittlungsvorgangs, bei der der Anrufer die Rufnummer selbst wählen kann. Ab 1908 wurde der Selbstwähldienst zunächst im Ortsnetzverkehr realisiert. 
Bereits 1923 gab es Bestrebungen, den Selbstwählverkehr auch für Ferngespräche einzusetzen. Die verwendete Technik erlaubte aber nur, Ferngespräche bis zu einer Reichweite von höchstens 100 km zu führen. Erst mit der Entwicklung des EMD-Wählers gab es ein Schaltmittel, das es ermöglichte, jeden Teilnehmer innerhalb Deutschlands mit Selbstwahl zu erreichen. Vor Einführung des Selbstwählferndienstes wurden Ferngespräche nur mittels Handvermittlung hergestellt. Der Selbstwählferndienst ermöglichte, ab 1972 flächendeckend, die automatische Herstellung von Gesprächsverbindungen im Fernverkehr. Mit Einführung des SWFD konnten Teilnehmer Verbindungen zu Teilnehmern, die sich in anderen Ortsnetzen befinden, durch Wahl der aus Ortsnetzkennzahl und Teilnehmernummer bestehenden Rufnummer selbst anwählen.

## Netzaufbau

Schematischer Netzplan des SWFD.

Für den Selbstwählferndienst wurde das analoge Telefonnetz mit dem hierarchischen Netzaufbau der Fernvermittlungstellen in Zentralvermittlungsstellen (ZVSt), Hauptvermittlungsstellen (HVSt) und Knotenvermittlungsstellen (KVSt) gegliedert. Jede Vermittlungsstelle war der Telefonverkehrsknotenpunkt ihres Bereichs. Zwischen den Zentralvermittlungsstellen bestand ein vollständiges Maschennetz, d. h. jede der acht ZVSt war mit jeder anderen durch Fernleitungen verbunden. Die Zentralvermittlungsstelle wurde durch die erste Ziffer der Rufnummer identifiziert (z. B. 6 für den Zentralvermittlungsbereich Frankfurt am Main). Die ZVSt-Bereiche waren in meistens zehn HVSt-Bereiche unterteilt. Die ersten beiden Rufnummernziffern identifizierten die Hauptvermittlungsstelle (z. B. 63 für den Hauptvermittlungsbereich Kaiserslautern), die sternförmig an die zuständigen ZVSt angeschlossen waren. Jede HVSt war ebenso der Knotenpunkt für die sternförmig an sie angeschlossenen Knotenvermittlungsstellen und diese wiederum der Knotenpunkt für die Endvermittlungsstellen (Ortsvermittlungsstellen), an welche die Teilnehmerendgeräte angeschlossen waren.